# Songs from the Labyrinth
Albums de Sting
Sacred Love
(2003) If on a Winter's Night...
(2009)
Songs from the Labyrinth est le huitième album studio de l'auteur-compositeur-interprète britannique Sting. Sur cet album, il collabore avec le luthiste bosniaque Edin Karamazov. Sting y joue la musique du compositeur John Dowland (1563-1626). Il a atteint la vingt-quatrième place du classement des albums au Royaume-Uni, et la vingt-cinquième du Billboard 200 aux États-Unis, de remarquables classements pour un album de musique classique. C'est cependant la première fois depuis 1986 et Bring on the Night qu'un album de Sting ne rentre pas dans le top 10 britannique. 
L'album a été publié et réédité en plusieurs versions : LP vinyle et CD avec vingt-trois titres, une édition CD / DVD avec huit titres sur le CD et un documentaire DVD, The Journey and The Labyrinth (publié dans les deux CD et un DVD), et une réédition de vingt-six pistes (y compris des versions live de Fields of Gold et Message in a Bottle de Sting, enregistrées à l'origine avec The Police). 
Fin août 2013, l'édition « Dowland Anniversary Edition » est publiée, avec trente-deux titres sur un CD (l'album original complet, six versions live de titres de l'album et des chansons live de Sting), ainsi qu'un DVD avec le documentaire original.

## Contenu de l'album
Pour le programme original de CD, la musique a été composée au 16e siècle par John Dowland, à l'exception de Have You Seen The Bright Lily Grow, une chanson de son contemporain Robert Johnson. La réédition de 2008 ajoute deux enregistrements en direct de chansons de Sting jouées sur des luths, ainsi qu'un enregistrement en direct, dans le même style, de Hellhound on My Trail par un autre Robert Johnson - de la mouvance Delta Blues, et une autre version de Have You Seen The Bright Lily Grow. Ce dernier titre est omis de la « Dowland Anniversary Edition » 2013 de l'album, qui, cependant, comprend tous les enregistrements en direct. La liste des titres comprend des lectures d'une lettre de Dowland à Robert Cecil, 1er comte de Salisbury. Les paroles de nombreuses chansons de Dowland sont anonymes. 

## Liste des titres
1. Walsingham – 0:38 (instrumental)
2. Can She Excuse My Wrongs – 2:35 (paroles attribuées à Robert Devereux, 2e comte d'Essex)
3. Ryght Honorable... – 0:40 (lettre à Robert Cecil, 1er comte de Salisbury)
4. Flow My Tears (Lachrimae) – 4:42
5. Have You Seen the Bright Lily Grow – 2:35 (paroles: Ben Jonson, musique: Robert Johnson)
6. ...Then in Time Passing On... – 0:32 (suite de la lettre à Robert Cecil)
7. The Most High And Mighty Christianus The Forth, King Of Denmark, His Galliard – 3:01
8. The Lowest Trees Have Tops – 2:16 (paroles de Sir Edward Dyer)
9. ... And Accordinge as I Desired Ther Cam a Letter... – 0:55 (suite de la lettre)
10. Fine Knacks for Ladies – 1:50
11. ...From Thence I Went to Landgrave of Hessen... – 0:24 (suite de la lettre)
12. Fantasy – 2:42
13. Come, Heavy Sleep – 3:46
14. Forlorn Hope Fancy – 3:08
15. ...And from Thence I Had Great Desire to See Italy... – 0:28 (suite de la lettre)
16. Come Again – 2:56
17. Wilt Thou Unkind Thus Reave Me – 2:40
18. ...After My Departures I Caled to Mynde... – 0:30 (suite de la lettre)
19. Weep You No More, Sad Fountains – 2:38
20. My Lord Willoughby's Welcome Home – 1:34
21. Clear or Cloudy – 2:47
22. ...Men Say That the Kinge of Spain... – 1:01 (suite de la lettre)
23. In Darkness Let Me Dwell – 4:12
24. Flow My Tears – 4:42 ‡
25. The Lowest Trees Have Tops – 2:26 ‡
26. Fantasy – 2:45 (solo de Edin Karamazov) ‡
27. Come Again – 2:53 ‡
28. Have You Seen the Bright Lily Grow – 2:38 ‡
29. In Darkness Let Me Dwell – 4:05 ‡
30. Hellhound on My Trail – 3:15 (Robert Johnson) ‡
31. Message in a Bottle – 5:58 (Sting) ‡
32. Fields of Gold – 3:32 (Sting) ‡

‡ Les titres 24 à 32 sont des  bonus publiés sur le Dowland Anniversary Edition de 2013 enregistrés en live à l'église St Luke Old Street de Londres. Ce disque est accompagné d'un DVD du spectacle comprenant plusieurs autres titres inédits.
La réédition de 2008 comprend aussi une nouvelle version de Have You Seen the Bright Lily Grow, à la pièce 26, mais ne comprend pas les versions en direct des pièces de la collection Dowland.

## Album Live + Documentaire
The Journey and the Labyrinth
- Disque 1- CD :

1. Flow My Tears (Lachrimae)
2. The Lowest Trees Have Tops
3. Fantasy
4. Come Again
5. Have You Seen the Bright Lily Grow
6. In Darkness Let Me Dwell
7. Hell Hound on My Trail [a Robert Johnson cover]
8. Message in a Bottle [Écrite par Sting ; enregistrée originellement par The Police]

- Disque 2 - DVD : Documentaire avec répétitions et séquences de concerts.

1. Come Again
2. Project Origin
3. Can She Excuse My Wrongs
4. The Lute and the Labyrinth
5. The Lowest Trees Have Tops
6. Flow My Tears
7. Dowland's Exile
8. Clear or Cloudy
9. Political Intrigue
10. Have You Seen The Bright Lily Grow
11. Weep You No More Sad Fountains
12. Le Rossignol
13. Religion
14. Sting and the Lute
15. Come, Heavy Sleep
16. In Darkness Let Me Dwell

## Musiciens
- Sting : chant, luth
- Edin Karamazov : luth

## Production
- Chris Wines : production
- James Birtwistle : ingénieur